# Satélite temporal

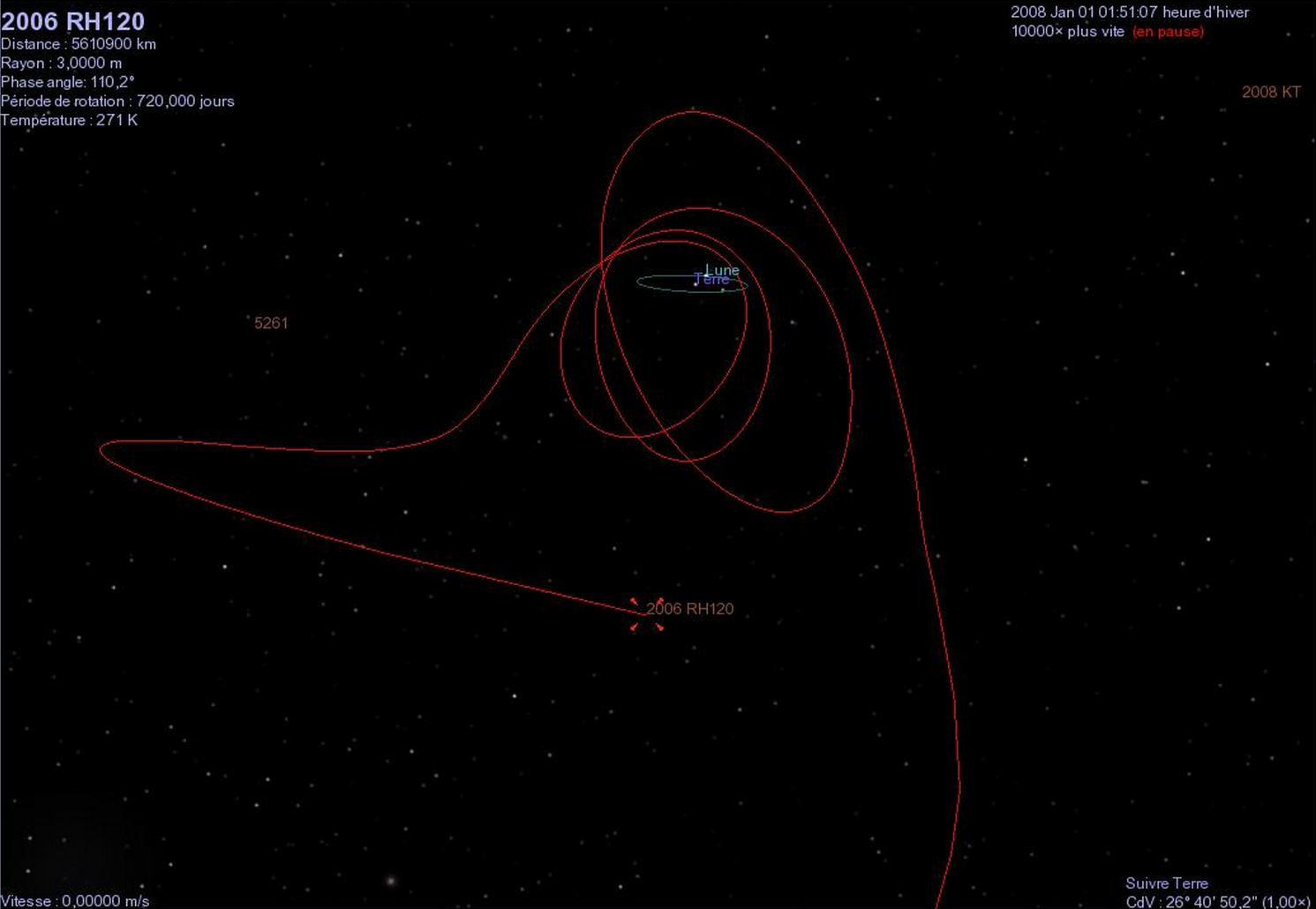
Orbita del RH120 en 2006

Un satélite temporal es un objeto astronómico que ha sido capturado por el campo gravitacional de un planeta, lo que lo convierte en un satélite natural de éste, pero que, a diferencia de los satélites irregulares de los planetas exteriores más grandes del sistema solar, dejará su órbita alrededor del planeta cierto tiempo después. Los únicos ejemplos observados han sido 2006 RH120, un satélite provisional de la Tierra para nueve meses en 2006 y 2020 CD3, descubierto catorce años más tarde. Algunos cohetes o sondas espaciales difuntas también han sido observados orbitando como satélites temporales.
En astrofísica, un satélite temporal es cualquier cuerpo que entra en la esfera de Hill de un planeta a una velocidad lo suficientemente baja como para que se una gravitacionalmente al planeta por algún periodo de tiempo.

## Captura de asteroides
La dinámica de la captura de asteroides por la Tierra fue explorada en simulaciones llevadas a cabo a través de una supercomputadora, cuyos resultados fueron publicados en 2012. De 10 millones de virtuales objetos próximos a la Tierra, 18 mil han sido capturados temporalmente. Se estima que la Tierra posee al menos un satélite provisional de 1 metro (3,3 pies) en cualquier determinado tiempo, pero son demasiado débiles para ser detectados por las investigaciones actuales.
De acuerdo a las simulaciones, los satélites temporalmente son típicamente cogidos y liberados cuando pasan uno de los dos puntos de equilibrio gravitacional del Sol y el planeta a lo largo de la línea que conecta a ambos, los puntos lagrangianos L1 y L2. Típicamente, los asteroides capturados tienen órbitas muy similares al planeta (fenómeno conocido como configuración coorbital) y son capturados más frecuentemente cuando el planeta se encuentra más cerca del Sol (en el caso de la Tierra, en enero) o más lejos del Sol (en el caso de la Tierra: en julio).
En sentido estricto, los únicos cuerpos que completan una órbita entera alrededor de un planeta son considerados satélites temporales, también llamados orbitadores temporalmente capturados (TCO, por sus siglas en inglés). Sin embargo, los asteroides que no se sujetan tan estrechamente a una configuración coorbital con un planeta pueden ser temporalmente capturados por un lapso menor que una órbita entera; tales objetos han sido nombrados sobrevoladores temporalmente capturados (TCF, por sus siglas en inglés). En un seguimiento de 2017 a la simulación de 2012 que también consideró un modelo mejorado de poblaciones de asteroides próximos a la Tierra, el 40% de los objetos capturados eran TCF. El número combinado de TCO y TCF fue más pequeño que en el estudio anterior, y el tamaño máximo de objetos esperados para orbitar la Tierra en cualquier momento dado era de 0.8 m (2.6 pies). En otro estudio de 2017 basado en simulaciones con un millón de virtuales asteroides coorbitales, un 0,36% ha sido temporalmente capturado.

## Ejemplos
A febrero de 2020, se han observado dos objetos en el momento en que eran satélites temporales: 2006 RH120 y 2020 CD3. De acuerdo con cálculos orbitales, en su órbita solar, 2006 RH120 pasa por la Tierra a una velocidad baja cada 20 a 21 años, punto en el cual puede volver a convertirse en un satélite temporal.
A marzo de 2018, hay un ejemplo confirmado de un asteroide temporalmente capturado que no completó una órbita entera, 1991 VG. Este asteroide fue observado por un mes tras su descubrimiento en noviembre de 1991, otra vez en abril de 1992, y luego en mayo de 2017. Después de su redescubrimiento, cálculos orbitales confirmaron que 1991 VG fue un satélite temporal de la Tierra en febrero de 1992.

"

| Nombre                           | Excentricidad | Diámetro (m) | Descubridor                | Año de descubrimiento    | Tipo                         | Tipo actual                  |
| -------------------------------- | ------------- | ------------ | -------------------------- | ------------------------ | ---------------------------- | ---------------------------- |
| Luna                             | 0.055         | 1737400      | ?                          | Prehistoria              | Satélite natural             | Satélite natural             |
| Gran procesión meteórica de 1913 | ?             | ?            | ?                          | 9 de febrero de 1913     | Posible satélite temporal    | Destruido                    |
| (3753) Cruithne                  | 0.515         | 5000         | Duncan Waldron             | 10 de octubre de 1986    | Cuasisatélite                | Órbita de herradura          |
| 1991 VG                          | 0.053         | 5–12         | Spacewatch                 | 6 de noviembre de 1991   | Satélite temporal            | Asteroide Apolo              |
| Nube de kordyleski               | ?             | ?            | húngaro                    | 1991                     | satélite temporal            | luna oculta                  |
| (163693)atira                    | ?             | ?            | LINEAR                     | 18 de febrero de 2003    | órbita con herradura         | satélite temporal            |
| (85770) 1998 UP1                 | 0.345         | 210–470      | Laboratorio Lincoln        | 18 de octubre de 1998    | Órbita de herradura          | Órbita de herradura          |
| (54509) YORP                     | 0.230         | 124          | Laboratorio Lincoln        | 3 de agosto de 2000      | Órbita de herradura          | Órbita de herradura          |
| JOO2E3                           | ?             | ?            | Saturno_V                  | 2002                     | órbita con herradura         | cuasisátelite                |
| 2001 GO2                         | 0.168         | 35–85        | Laboratorio Lincoln        | 13 de abril de 2001      | Posible órbita de herradura  | Posible órbita de herradura  |
| 2002 AA29                        | 0.013         | 20–100       | LINEAR                     | 9 de enero de 2002       | Cuasisatélite                | Órbita de herradura          |
| 2003 YN107                       | 0.014         | 10–30        | LINEAR                     | 20 de diciembre de 2003  | Cuasisatélite                | Órbita de herradura          |
| (164207) 2004 GU9                | 0.136         | 160–360      | LINEAR                     | 13 de abril de 2004      | Cuasisatélite                | Cuasisatélite                |
| (277810) 2006 FV35               | 0.377         | 140–320      | Spacewatch                 | 29 de marzo de 2006      | Cuasisatélite                | Cuasisatélite                |
| 2006 JY26                        | 0.083         | 6–13         | Catalina Sky Survey        | 6 de mayo de 2006        | Órbita de herradura          | Órbita de herradura          |
| 2006 RH120                       | 0.024         | 2–3          | Catalina Sky Survey        | 13 de septiembre de 2006 | Satélite temporal            | Asteroide Apolo              |
| (419624) 2010 SO16               | 0.075         | 357          | WISE                       | 17 de septiembre de 2010 | Órbita de herradura          | Órbita de herradura          |
| (706765) 2010 TK7                | 0.191         | 150–500      | WISE                       | 1 de octubre de 2010     | Troyano                      | Troyano                      |
| 2013 BS45                        | 0.083         | 20–40        | Spacewatch                 | 20 de enero de 2013      | Órbita de herradura          | Órbita de herradura          |
| 2013 LX28                        | 0.452         | 130–300      | Pan-STARRS                 | 12 de junio de 2013      | Cuasisatélite temporal       | Cuasisatélite temporal       |
| 2013QW1                          | ?             | ?            | ?                          | 2013                     | satélite temporal            | satélite temporal            |
| 2014 OL339                       | 0.461         | 70–160       | EURONEAR                   | 29 de julio de 2014      | Cuasisatélite temporal       | Cuasisatélite temporal       |
| 2015 SO2                         | 0.108         | 50–110       | Observatorio de Črni Vrh   | 21 de septiembre de 2015 | Cuasisatélite                | Órbita de herradura temporal |
| 2015 XX169                       | 0.184         | 9–22         | Mount Lemmon Survey        | 9 de diciembre de 2015   | Órbita de herradura temporal | Órbita de herradura temporal |
| 2015 YA                          | 0.279         | 9–22         | Catalina Sky Survey        | 16 de diciembre de 2015  | Órbita de herradura temporal | Órbita de herradura temporal |
| 2015 YQ1                         | 0.404         | 7–16         | Mount Lemmon Survey        | 19 de diciembre de 2015  | Órbita de herradura temporal | Órbita de herradura temporal |
| 6QOB44E                          | ?             | ?            | Space debis                | 2006-2007                | Órbita con herradura         | Satélite temporal            |
| (469219) Kamoʻoalewa             | 0.104         | 40–100       | Pan-STARRS                 | 27 de abril de 2016      | Cuasisatélite estable        | Cuasisatélite estable        |
| DN16082203                       | ?             | ?            | ?                          | 22 de agosto de 2016     | Posible satélite temporal    | Destruido                    |
| 2020 CD3                         | 0.017         | 1–6          | Mount Lemmon Survey        | 15 de febrero de 2020    | Satélite temporal            | Satélite temporal            |
| 2020 PN1                         | 0.127         | 10–50        | ATLAS-HKO                  | 12 de agosto de 2020     | Órbita de herradura temporal | Órbita de herradura temporal |
| 2020 PP1                         | 0.074         | 10–20        | Pan-STARRS                 | 12 de agosto de 2020     | Cuasisatélite estable        | Cuasisatélite estable        |
| (614689) 2020 XL5                | 0.387         | 1100–1260    | Pan-STARRS                 | 12 de diciembre de 2020  | Troyano                      | Troyano                      |
| 2022 NX1                         | 0.025         | 5–15         | Moonbase South Observatory | 2 de julio de 2022       | Satélite temporal            | Asteroide Apolo              |
| 2024 PT5                         | 0.021         | 7–4          | ATLAS-SAAO                 | 7 de agosto de 2024      | Satélite temporal            | Satélite temporal            |

## Objetos artificiales en órbitas de satélite temporal
La Tierra puede también temporalmente capturar cohetes o sondas espaciales difuntas que viajan en órbitas solares, en cuyo caso los astrónomos no siempre puede determinar inmediatamente si el objeto es artificial o natural. La posibilidad de un origen artificial ha sido considerada tanto para 2006 RH120 como para 1991 VG.
El origen artificial ha sido confirmado en otros casos. En septiembre de 2002, los astrónomos encontraron un objeto designado J002E3. El objeto estaba en una órbita de satélite temporal alrededor de la Tierra, abandonándola hacia una órbita solar en junio de 2003. Los cálculos mostraron que estuvo también en una órbita solar antes de 2002, pero estaba cerca de la Tierra en 1971. J002E3 fue identificado como la tercera etapa del cohete Saturno V que llevó al Apolo 12 a la Luna. En 2006, un objeto designado como 6Q0B44E fue descubierto en una órbita de satélite temporal, y aunque más tarde se confirmó su naturaleza artificial, su identidad es desconocida. Otro satélite temporal artificial confirmado con origen sin identificar es 2013 QW1.